# Willy Michl
Willy Michl je německý skladatel, textař, zpěvák, kytarista, spisovatel, malíř, herec a hudební producent. Ve své vlasti je znám jako bluesový bard a Indián od Isaru. Je tvůrcem hudebního žánru bavorské blues a za Bavorsko průkopníkem stylu alpský rock, ve kterém se kombinují hudební prvky a nástroje z tradiční lidové a populární hudby s rockovou hudbou a texty písní v alpských dialektech němčiny.   

## Život a dílo
Willy Michl se narodil 9. července 1950 v Mnichově a vyrůstal u prarodičů z matčiny strany v centru Mnichova. V roce 1958 se rodina přestěhovala do čtvrti Giesing poblíž Isaru. Zde se učil hrát na housle a kontrabas, později přešel na kytaru, se kterou doprovázel svůj zpěv. Na konci 60. let sloužil u horských jednotek Bundeswehru v telekomunikační rotě. Po návratu z vojny se oženil s primabalerínou Bavorského státního divadla Evou Verou Rathovou. Hostoval v různých soulových a jazzových klubech provozovaných okupačními vojsky v Mnichově. Zde našel první publikum jako bavič. Od roku 1971 se objevuje v módních mnichovských barech. V roce 1974 vydal svou první desku Blues Goes to Mountain. V roce 1993 se oženil se svou druhou manželkou Corou-Mathilde Riehlovou. Bývalá prodavačka v módním domě Lily Farouche se stala jeho múzou a manažerkou. Pár je od svatby vždy spolu a Cora Michl umělce všude doprovází. Často se ovšem v Michlově publiku objevují obě manželky vedle sebe.
Vystoupení bluesového zpěváka Willyho Michla je spontánně kreativní, neexistuje žádný předem stanovený program. Willy Michl je virtuosní kytarista. V roce 1994 Mnichovský večerník napsal : „Willy Michl, nemilosrdně upřímný, nemilosrdně bláznivý, nemilosrdně vyčerpávající a nemilosrdně brilantní“. V roce 1977 mu Bayerischer Rundfunk udělila titul „Blues Barde“. Jeho texty se vyznačují humorem a společenskou kritikou, ale i tragickými a velmi vážnými tématy. Při svých vystoupeních vždy nosí oblečení v indiánském stylu a při zvláštních příležitostech má ve vlasech orlí pera, na koncertech obvykle sedm.
Nejdůležitějšími tématy Willyho Michla jsou svoboda, láska a mír a také úcta k zemi a všem živým bytostem. Michl požaduje, aby zvířata a rostliny byly uznávány jako cítící bytosti a podle toho se s nimi zacházelo. Od začátku své hudební kariéry vystupoval proti rasismu, xenofobii a nespravedlnosti. Na každém koncertě zdůrazňuje: „Nesmíme si navzájem ubližovat, musíme se milovat, respektovat a ctít.“ Jen to jsou podle něj základní podmínky pro život v míru, svobodě a harmonii.
Willy Michl se objevuje v celovečerních filmech i televizních seriálech. Mimořádnou příležitost zahrát si sám sebe využil v seriálu Big Ben, kde ztvárnil roli pouličního zpěváka v indiánském oblečení. V 65. epizodě - Polda a medvěd zachraňuje křikem před lovci divokého medvěda. V 61. epizodě  - Milostný trojúhelník předvede v indiánském obleku bavorskou lidovou baladu Pytlák Jennerwein.